# Специальная Олимпиада
Special Olympics International — международная организация, занимающаяся вопросами организации спортивных мероприятий для лиц с умственными отклонениями. Является основным организатором Всемирной Специальной Олимпиады (Special Olympics World Games), проводящейся каждые 4 года. Организация была основана в 1968 году в Чикаго учителем физкультуры Анной Макглоун Бюрке.

## История специального олимпийского движения
Специальное Олимпийское движение возникло по инициативе Юнис Кеннеди Шрайвер, сестры президента США Джона Кеннеди. В 1957 году она возглавила фонд Джозефа Кеннеди. Фонд имеет две основные цели: найти защиту от умственной отсталости путём определения её причин и улучшить способы обращения общества с гражданами с ограниченными интеллектуальными возможностями.
В 1963 году Юнис и её муж Сарджент Шрайвер решили изменить положение людей, которые считались в обществе лишними. С этой целью они приспособили свой дом в Мэриленде под спортивный дневной лагерь для детей и взрослых с задержкой умственного развития, чтобы изучать их способности. Первые же результаты работы с ними показали, насколько эти люди чутки к заботе и как при поддержке и терпеливом обучении раскрывается их внутренний потенциал. Люди с задержкой умственного развития оказались намного способнее в различных видах спорта и физической культуры, чем думали специалисты до того.
В июле 1968 года на стадионе «Солджер Филд» в Чикаго состоялись первые международные Специальные Олимпийские игры, организованные Анной Бюрке на средства фонда Кеннеди. В соревнованиях приняли участие около 1000 человек. В декабре того же года была создана организация Специальная Олимпиада, получившая статус благотворительной организации. За эти годы участниками специального олимпийского движения стали более трех миллионов человек из 180 стран мира.
До 1989 года игры проводились исключительно в США под названием Международные специальные Олимпийские игры. Затем игры стали принимать другие страны, и их переименовали в Мировые специальные Олимпийские игры.

## Принципы проведения соревнований
Специальные олимпиады проводятся исключительно с целью адаптации людей с нарушениями интеллектуального развития. На соревнованиях нет цели выявить сильнейшего и зафиксировать спортивные рекорды.
Все участники делятся на дивизионы в зависимости от их спортивной подготовки. Таким образом, для участия в соревнованиях Специальных олимпиад не требуется показывать каких-либо спортивных достижений. Разница результатов между спортсменами одного дивизиона не должна составлять больше 10 % (допускается 15 % при небольшом числе спортсменов). В каждом дивизионе соревнуется не более 8 участников. При этом на пьедестале также 8 мест — то есть проигравших в принципе не бывает.
На соревнования более высокого уровня отбираются трое спортсменов, занявших высшие три места в каждом дивизионе, а также частично прочие участники путём жеребьёвки. В результате на Всемирную Специальную олимпиаду имеет шанс попасть каждый — вне зависимости от спортивных достижений.
На Специальных олимпиадах нет фиксации национальной принадлежности участников и отсутствуют «командные зачёты» между различными странами. При этом российские спортсмены отстранены от участия в соревнованиях на основании рекомендации МОК.